# Font Nova de Canyelles
La Font Nova de Canyelles és una font d'aigua de mina situada al torrent de Canyelles de la serra de Collserola, a tocar de la carretera Alta de les Roquetes, al barri de Torre Baró de Barcelona.

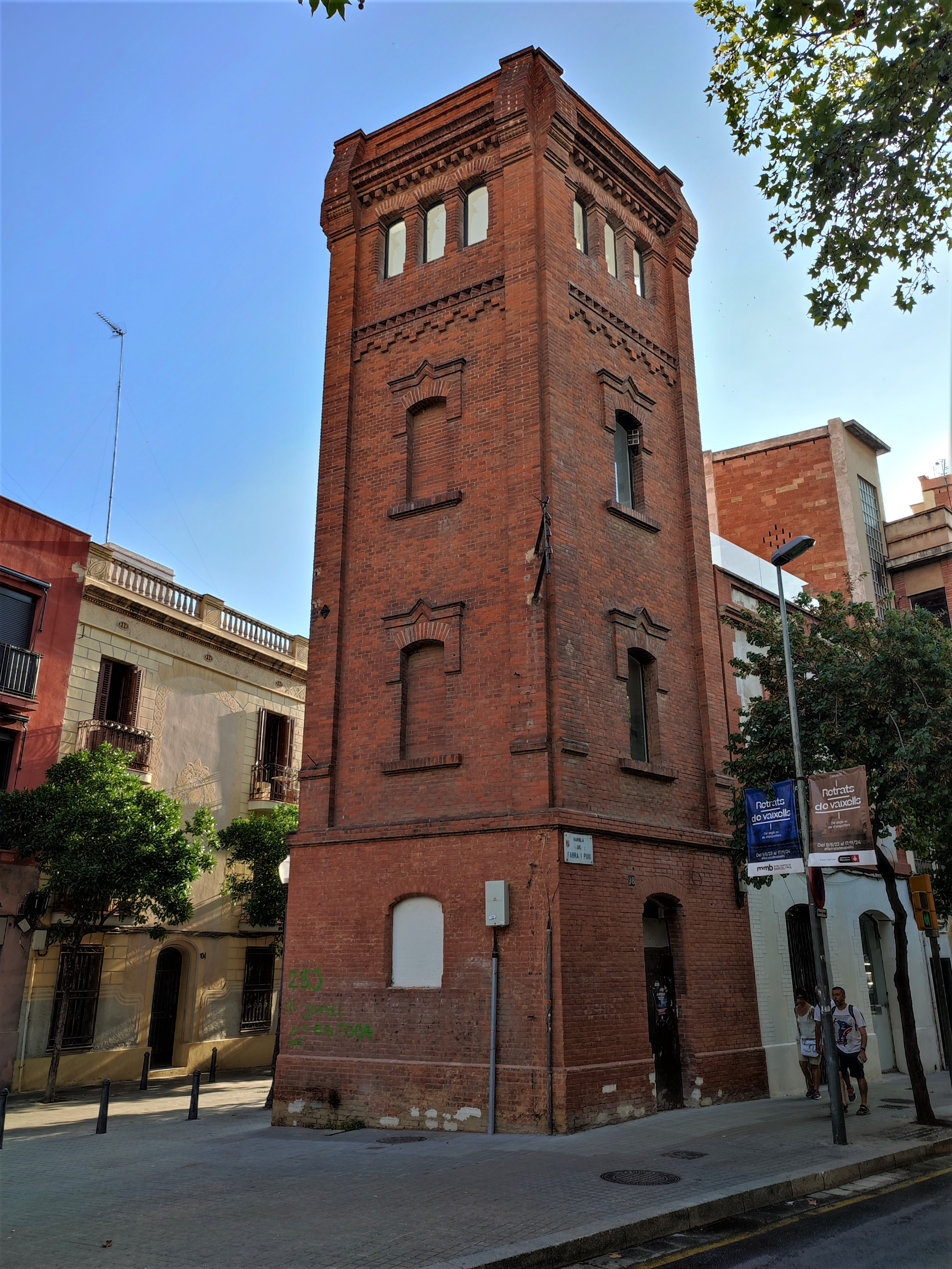
Pilar d'aigua al passeig de Fabra i Puig

## Història
La font apareix documentada l'any 1069. En una anàlisi efectuada a finals del segle XIX, les seves aigües eren les més pures del Pla de Barcelona. El 1851 es va constituir la Companyia d'Aigües de Canyelles entre diversos propietaris i industrials, que aprofitava l'aigua de la mina per a abastir tallers i fàbriques de Sant Andreu de Palomar, com ara la Fabra i Coats. D'aquesta instal·lació encara resten en peus el pilar d'aigua de la Font de Canyelles, a la cruïlla del Passeig de Fabra i Puig i el carrer del Llenguadoc, i el pilar d'aigua a la Fabra i Coats.
L'actual carrer de la Font de Canyelles, als barris del Verdun i la Prosperitat, era el camí més accessible a la font des de Sant Andreu de Palomar, i que pujava paral·lel al torrent de Canyelles.
La font va ser restaurada el 1992 pels alumnes de l'escola-taller Roquetes Nou Barris.

## Descripció
El frontal de la font s'endinsa al marge formant una gran cova pintada de color rosat. A un costat hi ha un banc de fusta i a l'altre un d'obra folrat de peces de mosaic. El terra és de rajola vermella de la mida gran. Un rajolí d'aigua raja per un tub molt llarg de zenc, de secció triangular, i cau a una bassa molt ampla, revestida de mosaic blanc.